# Camponotus emeryodicatus
Camponotus emeryodicatus är en myrart som beskrevs av Auguste-Henri Forel 1901. Camponotus emeryodicatus ingår i släktet hästmyror, och familjen myror.

## Underarter
Arten delas in i följande underarter:
- C. e. decessor
- C. e. emeryodicatus